# Primus en Felicianus
De gebroers Primus en  Felicianus (3e eeuw – ca. 305, Via Nomentana), (italiaans: Primo e Feliciano) waren martelaren tijdens de christenvervolgingen onder Diocletianus. Volgens de overlevering waren beiden edelen uit een patriciërsgeslacht uit de stad Nomentum (het huidige Mentana) niet ver van Rome, die probeerden Romeinen tot het christendom te bekeren. 

## De legende
Toen zij een bezoek brachten aan christenen die in hun cel hun terechtstelling afwachtten, werden zij wegens hun solidariteit met deze vervolgde christenen opgepakt en voor de leeuwen gegooid in het Colosseum van Rome. 
De legende vertelt dat zij op wonderbaarlijke wijze gered werden, doordat de leeuwen zich voor hun voeten neervlijden.  Ook werd er  gesmolten lood in hun keel gegoten , werden ze naar beren gegooid en uiteindelijk onthoofd. Hun lichamen werden naar de honden en volgels gegooid, die hun ook niet aanraakten. Geloofsgenoten droegen hun lichamen in het geheim buiten Rome, waar ze werden begraven.aan de 14e mijl van de Via Nomenta. over hun graven werd een basiliek gebouwd.
Hun overblijfselen zijn de eersten waarvan de Liber Pontificalis zegt dat ze opnieuw begraven zijn binnen de muren van Rome toen paus Theodorus I hun beenderen in 648 liet overbrengen naar een altaar in  de kerk van Santo Stefano Rotondo op Monte Celio. Hun graven zijn niet geïdentificeerd.

## Verering
Hun feestdag is 9 juni.
Een Beierse traditie beweert dat Primus en Felicianus Romeinse legionairs waren die missionarissen werden in de regio Chiemgau, waar Primus in een bos een fontein met helende eigenschappen  vond. De twee broers predikten daar het evangelie en genazen zieken op grond van hun gebeden en met hulp van de brond. Toen ze teruggingen naar Italië  ondergingen ze het martelaarschap onder Diocletianus.. Deze 'Fontein van de heilige Primus' is nog steeds te zien in Adelholzen, een gebied met warmwaterbronnen, waar een kapel te vinden is (gebouwd in 1615)  die gewijd is aan Primus en zijn broer.
In de negende eeuw werd de heiligenverering - samen met de cultus van Caprasius van Agen (Caprais) en zij moeder Alberta van Agen geassocieerd. Volgens de legende vluchtte de prefet Dacian Caprasius tijdens de christenvervolgingennaar Mont-John-Vincent, in de buurt van Agen. Hij was getuige van de diensten vanaf de top van de heuvel. Caprasius werd ter dood veroordeeld. Op weg naar zijn excecutie werd hij vergezeld van Alberta en twee broers, Primus en Felicianus. Alle vier werden onthoofd.
In Maria Wörth staat er een St. Primus en Felicianus kerk.

## Afbeeldingen op kunstwerken
- Primus is het 82ste en Felicianus het 83ste  beeld op de Collonade van de Sint-Pietersbasiliek.[4]
- Felicianus, geschilderd door Diego de la Puente (Jacob Verbruggen).

## Galerij

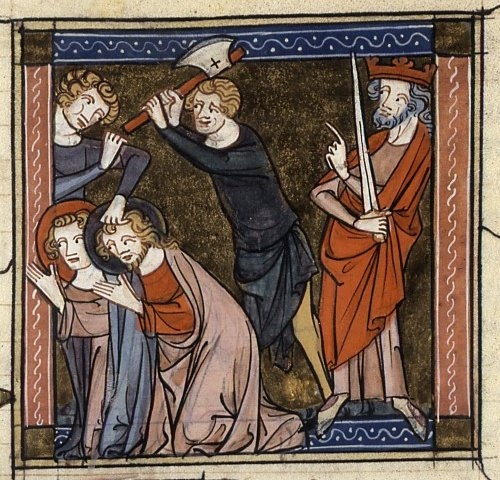
Felicianus en Primus, afbeelding uit een 14e-eeuws manuscript

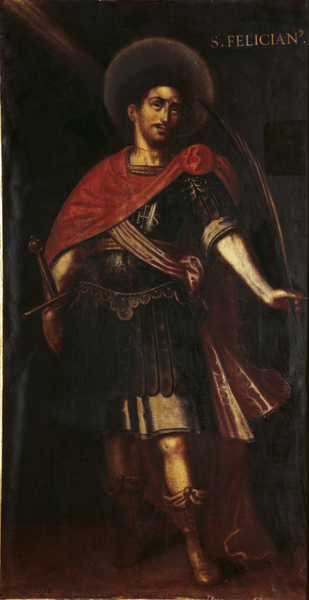
Felicianus, geschilderd door Diego de la Puente (Jacob Verbruggen)

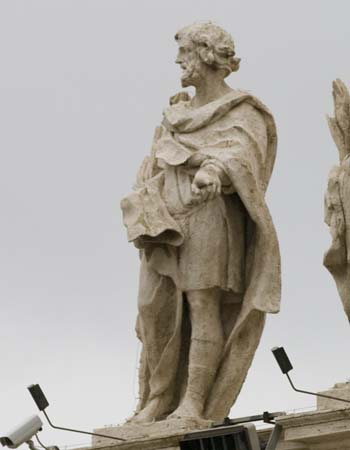
Beeld van Felicianus op de Sint-Pietersbasiliek in Rome (Bernardino Cametti, 1703)